# 坦干伊喀湖耀鯰
坦干伊喀湖耀鯰，為輻鰭魚綱鯰形目塘虱魚科的其中一種，被IUCN列為瀕危保育類動物，分布於非洲坦干伊喀湖流域，棲息在沙泥底質底層水域，體長可達11.8公分，生活習性不明。

## 扩展阅读
維基物種上的相關：坦干伊喀湖耀鯰